# Argyria
Argyria é um gênero de mariposa pertencente à família Crambidae.